# Hypogymnia physodes
Hypogymnia physodes, auch Blasenflechte genannt, ist eine der häufigsten Laubflechten in Österreich und Deutschland.

## Beschreibung
Die Flechte wächst rosettig oder unregelmäßig und besitzt ein graues, tief geteiltes, blättriges Lager (Flechtenkörper). Diese Art sitzt dem Untergrund eng auf, besitzt jedoch keine eigenen Haftfasern an der Unterseite. Die Lappenenden sind im Alter oft lippenartig aufgebogen und brechen staubig auf (Sorale).

## Standort
Die Blasenflechte ist vor allem an Nadelbäumen und Laubbäumen mit saurer Borke (Birken, Eichen, Schwarzerle)  und auch auf silikatischem Gestein vom Tiefland bis über die Baumgrenze zu finden. In montanen Lagen bildet sie mit Arten der Gattungen Pseudevernia und Platismatia oft eine Massenvegetation. In landwirtschaftlich intensiv genutzten Regionen fehlt sie dagegen fast vollständig.

## Besonderheiten
Hypogymnia physodes gilt als Zeigerart für saure Standorte und profitierte etwa von saurem Regen. Durch den Rückgang der Umweltverschmutzung, insbesondere der Schwefelbelastung, findet diese Art schlechtere Lebensbedingungen vor. Besonders in stark landwirtschaftlich genutzten Gebieten mit einer hohen Stickstoffbelastung (basisch) ist sie seltener geworden.
Hypogymnia physodes hat sich im standardisierten Verfahren der Flechtenexposition zur Erfassung  der integralen Wirkung von Luftverunreinigungen als Bioindikator bewährt.

## Inhaltsstoffe

Strukturformel von Olivetol

Durch Extraktion mit Ethanol oder Ether kann aus der Blasenflechte Olivetol gewonnen werden, der Gehalt beträgt bis zu 2,6 %.